# すっとんきょ
すっとんきょは、松竹芸能に所属していたお笑いコンビ。

## メンバー

### 大野ひとみ
（おおの ひとみ、1981年9月26日（43歳） - ）
- 本名：大野 仁美（読みは同じ）[1]
- 東京都三鷹市出身[1]。身長175cm、体重58kg、血液型O型。スリーサイズはB88cm、W64cm、H90cm。
- 趣味はダンス。特技は歌と、寿司100カン食したことがあるほどの大食い[2]。
- 東京家政大学附属女子高等学校卒[1]、亜細亜大学卒[3]。
- かつてはシンガーとして活動していたことがあった他、幹てつやが総合プロデュースを務めたユニット『MPガールズ』のメンバーとして、りか（アントワネット）、葵ること共に活動。なお、他の2人はコンビ『ベルサイユ』としても活動。
- 上の歯が出ている（すっとんきょ時代、相方・上野にネタにされることがあった）。
- 自分のブログで毎回のタイトルに韓国語を使っている。
- 『ちょーちんあんこー』結成後の芸名は「ひぃ」。

### 上野あいみ
（うえの あいみ、1987年11月27日（37歳） - ）
- 本名：上野 碧唯美（読みは同じ）
- 千葉県柏市出身。身長149cm、体重42kg、血液型O型。スリーサイズはB82cm、W58cm、H87cm。
- 趣味はパチンコ、ダンス、キックボクシング。
- 4年制大学卒（2010年3月）。姉が1人いる[4]。
- SPEEDのファンで、ファンクラブにも入っていたという。なおその後、ももいろクローバーZのファン（モノノフ）になっている[5]。
- 2007年1月に、コンビ『フォルテシモ』を結成（当時の相方「ちっち」は、この直前までは現・めっちぇんの菰岡真実とのコンビ『ニコ☆』を組んで活動）、同年4月からは『大混走（だいこんらん）』『才色兼備』の各グループで活動していた「もみ」が加入しトリオとなり、同時にトリオ名を『フォルティシモ - ウェイバックマシン（2009年7月21日アーカイブ分）』とマイナーチェンジ。フォルティシモは2007年8月28日のライブで最後となり、その後ちっちが抜けて、コンビ『熊五郎』として再始動。熊五郎は2008年8月18日解散。なお、相方だったもみはその後、かつてフォルティシモでメンバー同士だったちっち（新田チアキ）と『テイクアウト』を結成。
- 演劇の舞台では、2002年に劇団無条件降伏委員会公演『鬼火』（4月11日 - 4月14日、東京都墨田区・アサヒスクエアA）に出演していた（[リンク切れ]）。
- 2010年7月に日本プロ麻雀協会プロテスト（第9期後期）に合格し、プロ雀士の資格を取得[6]。なおプロ雀士としての名前は、デビュー当時は「蓮姫碧唯美」（はずき あいみ）であったが現在は上野あいみとして活動している[7]。
- すっとんきょ解散後2011年2月から一時期、上野とウーウェイ（元中央線withyou）、中村涼子（元パルフェ）、菰岡真実（元めっちぇん）、湯川セイントセイヤ（元ミスアルプス）の元コンビ芸人のメンバーでトークライブ『ひとりでも出来るもん!』を『居酒屋西麻布ヒルズ』で行っていた[8]。
- 2012年1月28日の日本プロ麻雀協会10周年記念パーティーに元めっちぇんの赤羽と「紅孔雀」という漫才コンビで出演した。[9]
- 小学生の頃、好きな男子に自分で舐めたチョコレートを袋に詰めて渡した模様[要出典]。
- 更には体操服を着てリコーダーを舐める。ピアニカも舐める。等もはや理解し難い幼少期を過ごしていた模様[要出典]。
- ニコニコ生放送にて、頭から鳩を出すのではないかとリスナーに思わせるほど帽子を被る。
- 小学生時代はミニバス部、中学生時代は帰宅部(なおキックボクシングに通っていた)、高校時代は一ヶ月だけ弓道部に在籍。
- 日焼けサロンにて店員に財布を盗まれるという事件にも巻き込まれている。
- 2015年12月12日、More (アイドルグループ)のメンバーになる[10]。2017年3月に卒業する[11]。
- 2017年5月12日、それまで公表していなかった入籍と、同時に妊娠を報告[12]。2017年11月、第1子を出産（胎児が危険な状態になっていたことから、緊急帝王切開にて出産した）[13]。
- 2019年、M-1グランプリに元あんぺあの安倍洋平とのコンビ「ポンチー論」で出場。2010年にすっとんきょとして出場して以来のM-1出場であった[14][15]。
- 高校時代に年齢を2歳サバ読みしグラビア活動をしていた。当時の芸名は「山野みどり」で、蒼井そらにあやかり事務所の社長が命名したとのこと。胸のサイズは当時Fカップあったようだが、現在はサイズダウンしている[16]。

## 来歴
それぞれ、この直前まで『MPガールズ』メンバーだった大野と、『熊五郎』メンバーで、その後『Rすくーる。』でも活動していた上野の2人により2008年9月に結成。すっとんきょとしての初ライブは同年10月1日の『松竹若手ライブ 関東ゲラゲラジム』（東京・新宿 シアターミラクル）だった。当初フリーで活動していたが、2008年12月から松竹芸能に所属。
すっとんきょとして初の出場となったM-1グランプリ2008では、2回戦まで進出。
2010年1月から、めっちぇん、パルフェとの3組でのトークライブを、東京都中野区の「Y's PaPa」で行っていた。
2010年12月から、大野の体調不良によりコンビでの活動を休止していたが、2011年2月、メンバーそれぞれのブログで解散を発表した。解散後もそれぞれ個人で活動し、上野のみ引き続き松竹芸能に所属、タレントとして活動。コンビ時代から『半袖LIVE』のMCを務めていたが、解散後もしばらく上野が一人で半袖LIVEのMCを務めていた。
一方、大野は2014年6月頃にじゅんこBAN!BAN!とコンビ『ちょーちんあんこー』を結成し、お笑い活動を再開。ちょーちんあんこー結成後はオスカープロモーションに所属（オスカープロは2019年4月限りでお笑い部門を閉鎖したため、その後フリーで活動した後、2020年1月からラフィーネプロモーションに所属）、2015年中期頃からはコンビで物真似も始め、ひぃ（大野）はLiLiCo、大林素子などの物真似を行っている。

## 芸風
登場の仕方からテンションを高くして演じていた。かつては合間には二人一緒に大笑いした後に、一転落ち着いた態度をとって「マジウケる」と一言言う、と言った流れが主ともなっていた。他に、上野が大野に尻を向け、大野が何かの儀式のような声を上げて、尻を太鼓に見立てた形で叩く、といったパフォーマンスがあった。
コントのネタには、「病院のお見舞い」「ストラップ」があった。

## 出演
※ - 大野のみ、MPガールズ時代の出演

大野のちょーちんあんこー結成以後の出演については、ちょーちんあんこー#出演の節を参照。

### テレビ
- MPガールズのひかり荘 - ※
- あっ!とおどろく放送局 - ※
- ワッチミー!TV×TV（BSフジ）- 2009年3月16日「笑劇場」
- アカデミーナイト（TBSテレビ） - 2009年9月、『ゼブラーマン2』女優オーディション
- あらびき団（TBSテレビ） - 2009年11月25日初出演
- 『ぷっ』すま（テレビ朝日）- 2010年2月9日「ザ・ギリギリマスター! ギリギリ女芸人」
- おんなの買物大作戦（TBSテレビ）- 2010年5月5日（5月7日再放送）
- 熱血BO-SO TV（千葉テレビ放送）-  2010年5月8日
- 全種類。（TBSテレビ）- 2010年5月20日「女の子でも笑える下ネタ仕分け」
- 有言実行バラエティ!タイムチャレンジャー（関西テレビ）- 2010年5月22日
- 芸人報道（日本テレビ）- 2010年8月2日
- BSブランチ（BS-TBS）- 2010年10月30日から2011年10月29日まで、上野のみBSブランチガール9期生「あいみ」としてレギュラー出演
- ☆まかりな☆の新春!女芸人大集合!（あっ!とおどろく放送局）- 2011年1月4日 上野のみ出演

すっとんきょ解散後の活動
- THEわれめDEポン（フジテレビONE）- あいみ（上野）のみイレギュラー出演
- 幸せの時間（東海テレビ・フジテレビ系）- 大野のみ、第30話・山本役
- 南まりかのTOCHITAMA!（とちぎテレビ）- 上野のみレギュラー出演

### ラジオ
- 週刊湘南レディオMAGAZINE!（FM湘南ナパサ） - ※

### 雑誌
- S Cawaii!（2007年12月号） - ※

### 映画
- 高校デビュー（2011年4月1日公開、アスミック・エース）- 上野のみ

### ライブ
- 松竹若手ライブ 関東ゲラゲラジム
- 元気バツグン!ライブ
- 雷ライブ（浅草東洋館）
- TEPPEN
- ガールズガーデン（中野区 Studio twl）
- キャンディーボックス〜女芸人SP〜（Studio twl）
- 疾風迅雷ライブ
- ヴっかけ!!ライブ
- TEAM PEAK1若手ネタ見せ全員集合!
- 笑いのNishiki
- 半袖LIVE（メインMCも務める）
- 東京ザザザザーン
他

### CM
- SQUAREHOOD アルバム『Mr.SQUAREHOOD』「ガチ合コンできる券 追憶篇・必死篇・同情篇」
- メイプルストーリー「ギャル編」

### その他
- 誰も聴いてない会話（ポッドキャスト）
2009年6月6日、6月8日（以上、上野のみ中村涼子（パルフェ、元あんいーぶん）と2人で出演）
2009年6月10日（上野、中村とベビ子（かごしまね）と3人で出演）
2009年10月5日（上野&ゴーギャン職人・岩本浩幸）
2009年10月12日（大野&トリコロール・桜花）
2009年10月19日（大野&トリコロール・梨花）
2009年10月26日（上野&トリコロール・風花）
- チャリチャン@DMM競輪（ニコニコ生放送）- 上野のみ